# محرومیت حسی
محرومیت حسی (انگلیسی: Sensory deprivation) یا انزوای ادراکی کاهش یا حذف عمدی محرک‌ها از یک یا چند حواس است. دستگاه‌های ساده‌ای مانند چشم‌بند یا هود و گوش‌بند می‌توانند بینایی و شنوایی را قطع کنند، در حالی که دستگاه‌های پیچیده‌تر می‌توانند حس بویایی، لامسه، چشایی، حس حرارتی (حس گرما) قطع کنند. محرومیت حسی در داروهای جایگزین مختلف و در آزمایش‌های روان‌شناختی (مثلاً با یک مخزن جداسازی) استفاده شده‌است. هنگامی که از حس محروم می‌شود، مغز تلاش می‌کند تا حس را به شکل توهم بازیابی کند.
جلسه‌های کوتاه مدت محرومیت حسی به عنوان یک روش آرامش بخش و محبوب برای مدیتیشن شناخته می‌شوند. با این حال، محرومیت حسی طولانی یا اجباری می‌تواند منجر به اضطراب شدید، توهم، افکار عجیب و غریب و افسردگی شود.
یک پدیده مرتبط، محرومیت ادراکی است که با نام اثر گانزفلد شناخته می‌شود. در این حالت به جای تلاش برای حذف محرک‌ها از یک محرک یکنواخت ثابت استفاده می‌شود. این منجر به اثراتی می‌شود که شباهت‌هایی به محرومیت حسی دارند.